# Antiblemma anthea
Antiblemma anthea là một loài bướm đêm trong họ Erebidae.